# Lacus Curtius
Le Lacus Curtius (ou curtilacus chez Festus Grammaticus) est un espace sacré situé à peu près au milieu du vieux Forum Romanum,.
C'est un lieu entouré d'une clôture en treillage, où se trouvent une margelle de puits arrondie dite « putéal » et plusieurs autels. Quoique plusieurs versions expliquent l'origine de ce lieu sacré, elles ont toutes en commun un lien avec la gens Curtia, une des plus anciennes familles patriciennes de Rome d'origine sabine. Un relief en marbre datant probablement de l'époque de Jules César a été découvert à proximité en 1553, il représente le héros Curtius se jetant dans le gouffre. Historiquement, c’est près du Lacus Curtius que Galba est massacré en 69 par des soldats de sa garde.

## Origines
Plusieurs traditions antiques expliquent sa création : selon l'une, le lacus était un marais dans lequel aurait été acculé le roi sabin Mettius Curtius, lors de la guerre entre Romains et Sabins qui fit suite à l'enlèvement des Sabines. Mettius Curtius serait tombé avec son cheval dans le marécage et n'en serait sorti qu'avec difficulté. 
Dans ses travaux sur l'origine des noms de lieux romains, l'auteur Varron mentionne l'existence de traditions romaines multiples, la chute de Mettius Curtius et deux autres versions. Selon l'une, un gouffre se serait ouvert et les oracles auraient dit que les dieux voulaient qu'un citoyen s’y sacrifiât : Marcus Curtius s'y serait jeté à cheval et en armes, offrant en sacrifice ce que Rome avait de plus précieux, sa jeunesse armée. La dernière version évoquée par Varron ne fait pas appel au surnaturel : la foudre étant tombé sur ce lieu, y imprimant la marque de Jupiter, le Sénat aurait ordonné au consul de 445 avant J.-C. Caius Curtius d'enclore ce lieu devenu sacré.
La version héroïque consacrant Marcus Curtius que Tite-Live date de 362 avant J.-C. est largement reprise par les auteurs latins.

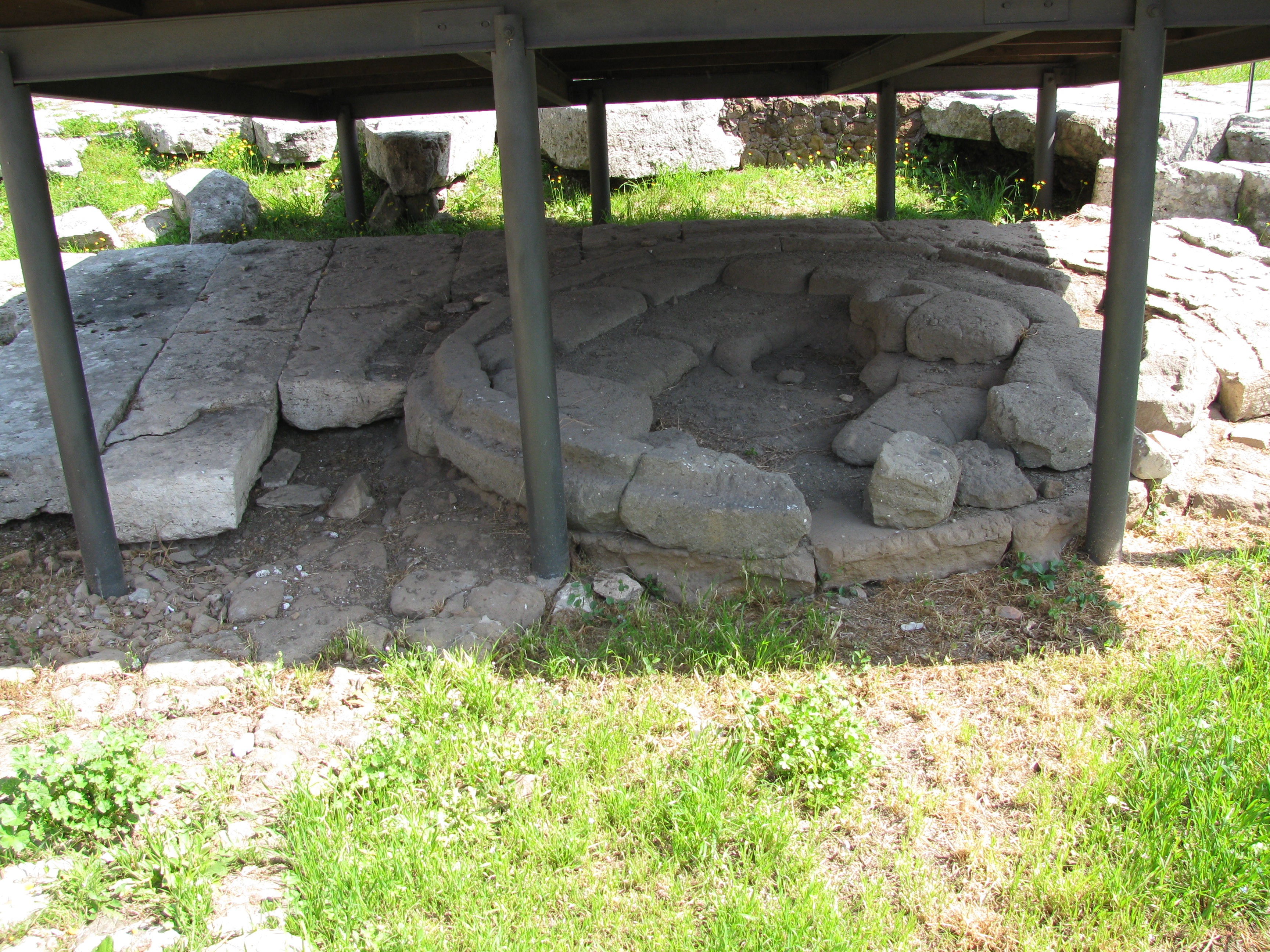
Emplacement commémoratif du Lacus Curtius sur le Forum Romanum
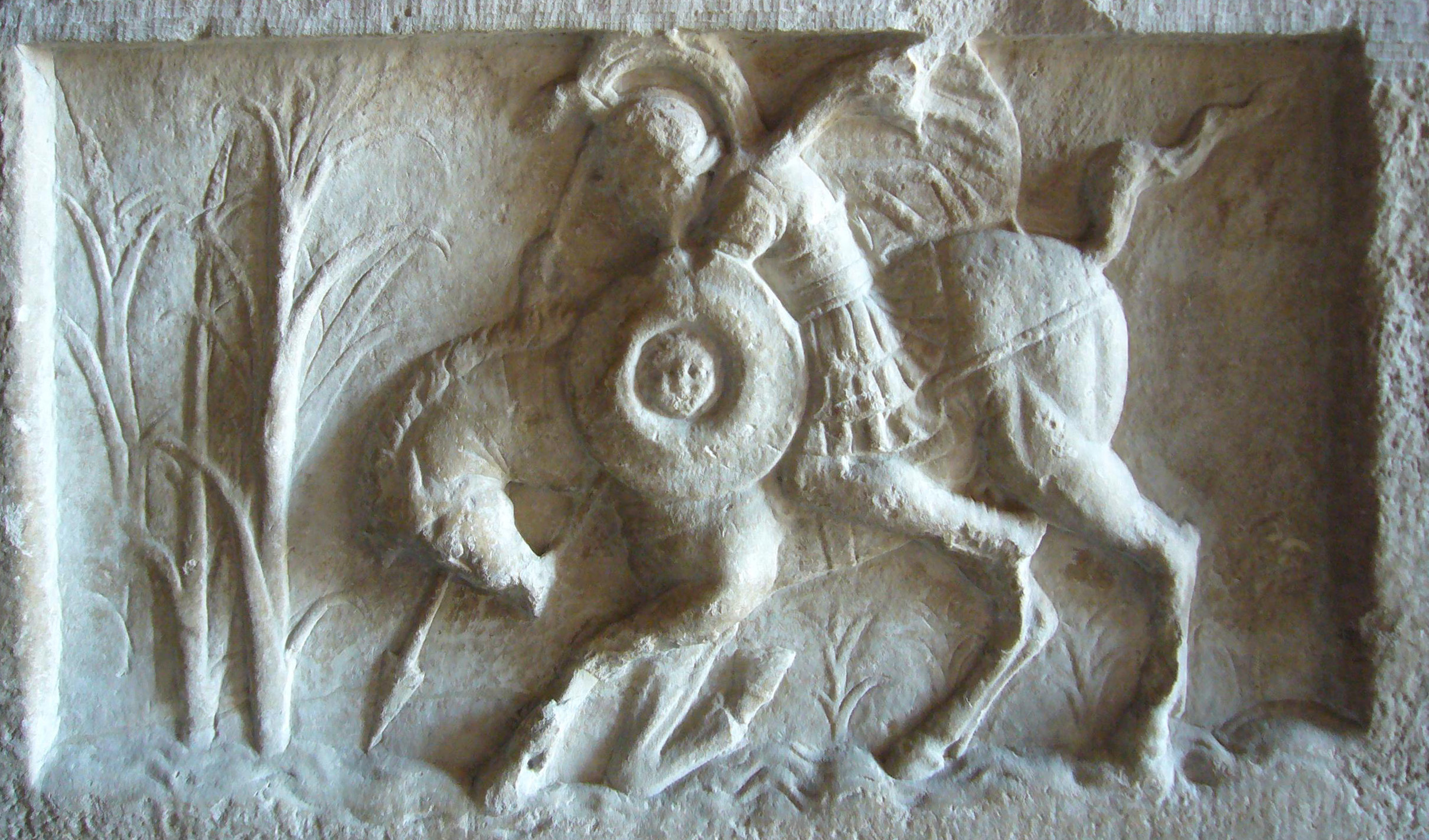
Stèle trouvée sur le Forum Romanum, à proximité du Lacus Curtius

| Vicus · Iugarius Vicus · Tuscus Sacra · Via Rostres Graecostasis Comitium Lacus · Servilius Vélabre Subure Arc de · Fabius Puteal · Libonis Tribunal · Aurelium Basilique · Sempronia Tabularium Temple de · la Concorde Temple de · Castor Fontaine de Juturne Temple de · Vesta Regia Basilique · Fulvia puis Æmilia Sanctuaire de Vénus Cloacina Lacus Curtius Temple de · Saturne Curie · Hostilia Basilique · Porcia Tullianum Senaculum Autel de · Saturne Mundus Volcanal Basilique · Opimia |

| Clivus · Capitolinus Vicus · Tuscus Sacra · Via Vélabre Forums · impériaux Basilique · Julia Temple de · Castor Fontaine de Juturne Temple de · Vesta Regia Basilique · Æmilia Sanctuaire de Vénus Cloacina Lacus Curtius Temple · de César Temple · d'Antonin · et Faustine Arc · d'Auguste Curie · Julia Temple de · Saturne Tabularium Carcer Temple de · la Concorde Temple de · Vespasien Portique des · Dieux · Conseillers Rostres Arc de · Septime Sévère Umbilicus Urbis Rostres · de César Lapis niger Milliaire d'or Arc de · Tibère |